# Drama (serie de televisión)
Drama es una serie de televisión producida por Radiotelevisión Española y la productora audiovisual El Terrat. Fue estrenada a la plataforma digital Playz en febrero del 2020. Está rodada en catalán y español, y consta de seis episodios protagonizados por Elisabet Casanovas, Artur Busquets y Júlia Bonjoch, pensada para el público joven. Se emitió a TV3 a partir de junio del mismo año.

## Argumento
África, una joven un poco perdida que vive en un piso compartido y sin trabajo estable, descubre que está embarazada pero no sabe de quién. La serie trata de descubrir lo que pasó realmente y como África intenta solucionar la situación que le ha tocado vivir.

## Reparto
- Elisabet Casanovas como África
- Artur Busquets como Jordi, uno de los compañeros de piso de África
- Júlia Bonjoch como Scarlett, como la otra compañera de piso de África
- Àlex Maruny como Sergi, el exnovio de Scarlett
- Carla Linares como Núria, una amiga de Jordi
- Eduard Buch como Gorka, el padre de las niñas a las que da clase África
- Ignatius Farray como Gregorio, el padre de África

## Episodios
| Núm.ep. | Título     | Dirección      | Fecha de estreno      | Fecha de estreno TV3 | Audiencia TV3    |
| ------- | ---------- | -------------- | --------------------- | -------------------- | ---------------- |
| 1       | Yuri       | Retama Guindal | 4 de febrero de 2020  | 29 de junio de 2020  | 322.000 (13,2 %) |
| 2       | Quim       | Retama Guindal | 4 de febrero de 2020  | 29 de junio de 2020  | 261.000 (10,5 %) |
| 3       | El Señor X | Retama Guindal | 4 de febrero de 2020  | 6 de julio de 2020   | 306.000 (13,3 %) |
| 4       | Eric       | Retama Guindal | 11 de febrero de 2020 | 6 de julio de 2020   | 232.000 (10,1 %) |
| 5       | Gorka      | Retama Guindal | 18 de febrero de 2020 | 13 de julio de 2020  | 305.000 (13,0 %) |
| 6       | Bárbara    | Retama Guindal | 25 de febrero de 2020 | 13 de julio de 2020  | 226.000 (10,3 %) |

## Recepción
Joan Burdeus, a Núvol, definió Drama como «un collage de todos los dramas millenials que hace quince años se ven en la televisión anglosajona, combinadas y situadas en la Barcelona de ahora» y la comparó especialmente con Girls. Añadió que «es una serie fantástica porque los guionistas han escrito lo que les ha dado la santa gana». Mònica Planas también alabó la serie en Ara: «tiene conflictos bien tramados, diálogos espontáneos, huyen de los estereotipos, es moderna, no hay pretensiones moralistas, conecta bien con la generación millennial, que es para quien está pensada, y sabe crear relaciones especiales entre los personajes».